# 皂卫河
皂卫河，位于中国云南省宣威市北部，是可渡河右岸支流，上游又称倘塘河或八道河，发源于宣威市龙潭镇龙树梁子，东北流经倘塘镇的茂宗、发赛、倘塘，在双河乡皂卫村的小岔河右纳双河后转西北流，于尖山村的大岔河汇入可渡河。河长51.1千米，比降9.7‰，流域面积556.2平方千米。